# Ideales Simplex
Das ideale Simplex ist ein Begriff aus der Geometrie und beschreibt ein Simplex mit „Ecken im Unendlichen“.

## Ideale Simplizes in der hyperbolischen Geometrie

### Definition
Es bezeichne {\displaystyle H^{n}} den {\displaystyle n}-dimensionalen hyperbolischen Raum und {\displaystyle \partial _{\infty }H^{n}} seinen Geodätischen Rand. 
Ein ideales Simplex ist ein geodätisches Simplex in {\displaystyle {\overline {H^{n}}}:=H^{n}\cup \partial _{\infty }H^{n}}, dessen Ecken in {\displaystyle \partial _{\infty }H^{n}} liegen. 
Man kann zeigen, dass es zu jedem Tupel {\displaystyle (v_{0},\ldots ,v_{k})\in (\partial _{\infty }H^{n})^{k+1}} ein ideales {\displaystyle k}-Simplex mit Ecken {\displaystyle v_{0},\ldots ,v_{k}} gibt.

### Dimension 2
Alle idealen Dreiecke in der hyperbolischen Ebene (oder in einem höher-dimensionalen hyperbolischen Raum) sind isometrisch. Das ist eine unmittelbare Folgerung aus der Tatsache, dass die Gruppe {\displaystyle PSL(2,\mathbb {R} )} der orientierungserhaltenden Isometrien der hyperbolischen Ebene {\displaystyle 3}-fach transitiv auf {\displaystyle \partial _{\infty }H^{2}=\mathbb {R} P^{1}} wirkt.

### Dimension 3
Nicht-entartete ideale Tetraeder im 3-dimensionalen hyperbolischen Raum werden bis auf Isometrie durch das Doppelverhältnis ihrer {\displaystyle 4} Ecken klassifiziert. Auch das ist eine unmittelbare Folgerung aus der Tatsache, dass die Gruppe {\displaystyle PSL(2,\mathbb {C} )} der orientierungserhaltenden Isometrien des hyperbolischen Raumes {\displaystyle 3}-fach transitiv auf {\displaystyle \partial _{\infty }H^{3}=\mathbb {C} P^{1}} wirkt.

### Reguläre Simplizes
Ein ideales Simplex mit Ecken {\displaystyle (v_{0},\ldots ,v_{k})\in (\partial _{\infty }H^{n})^{k+1}} heißt regulär, wenn es zu jeder Permutation {\displaystyle \pi } der Ecken eine Isometrie {\displaystyle g\colon H^{n}\to H^{n}} mit {\displaystyle g(v_{i})=\pi (v_{i})} gibt.

### Volumen
Die idealen {\displaystyle n}-Simplizes maximalen Volumens sind genau die regulären idealen Simplizes. Insbesondere gibt es eine obere Schranke für das Volumen idealer Simplizes im hyperbolischen Raum.

## Verallgemeinerungen
Allgemeiner kann man ideale Simplizes in einfach zusammenhängenden Räumen nichtpositiver Schnittkrümmung ebenfalls als geodätische Simplizes mit Ecken im Rand im Unendlichen definieren. 
In einfach zusammenhängenden Räumen negativer Schnittkrümmung gibt es zu jedem Tupel von Punkten im Rand im Unendlichen wieder ein ideales Simplex mit diesen Ecken. Bei lediglich nichtpositiver Schnittkrümmung muss das im Allgemeinen nicht der Fall sein.